# Thomas Lincoln III
Thomas Lincoln III (Springfield, 4 aprile 1853 – Chicago, 15 luglio 1871), soprannominato Tad, è stato il quarto e ultimo figlio di Abraham e Mary Todd Lincoln.
Il soprannome "Tad" gli fu dato da suo padre che, da piccolo, lo trovava "sinuoso come un girino" (in inglese: as wiggly as a tadpole). Tad Lincoln era conosciuto per la sua impulsività ed irrequietezza, tanto che non frequentò la scuola nel periodo in cui suo padre fu in vita, ed esistono diversi aneddoti riguardanti la sua vita alla Casa Bianca e le sue interruzioni di riunioni presidenziali effettuate solo per vedere il padre.

## Biografia
Quarto figlio di Abraham e Mary Todd Lincoln - i suoi tre fratelli più grandi erano Robert (1843-1926), Edward (1846-1850) e William (1850-1862) - Thomas Lincoln III fu così battezzato in onore di suo nonno Thomas Lincoln e di suo zio Thomas Lincoln, Jr., mentre il soprannome gli venne dato dal padre quando era ancora un lattante in virtù della larga testa e del piccolo corpo e del suo muoversi a mo' di girino. Proprio a causa di tale soprannome il nome di battesimo di Lincoln è stato a volte erroneamente registrato come Thaddeus.
Lincoln nacque con una forma di cheiloschisi (il cosiddetto "labbro leporino") che gli procurò problemi di dizione per tutta la vita. Egli aveva inoltre un sigmatismo e la sua parlata era spesso troppo rapida ed inintelliggibile, tanto che, la maggior parte delle volte, si riusciva a capire quello che diceva solo standogli molto vicino. Per esempio, egli chiamava la guardia del corpo di suo padre, William H. Crook, "Took", e suo padre "Papa Day" piuttosto che "Papa Dear". La cheiloschisi contribuì inoltre ad un marcato disallineamento dei denti, tanto da procurare al giovane Lincoln delle difficoltà di masticazione e da costringerlo a cibarsi di pietanze appositamente preparate.
Durante gli anni trascorsi a Springfield, Thomas e suo fratello Willie erano conosciuti come bambini particolarmente irrequieti; diversi aneddoti raccontati da William Herndon, socio dello studio legale di loro padre, parlano di come essi letteralmente rivoltassero l'ufficio, gettando per terra libri e documenti, mentre il padre sembrava tollerare tale comportamento.

### Gli anni alla Casa Bianca

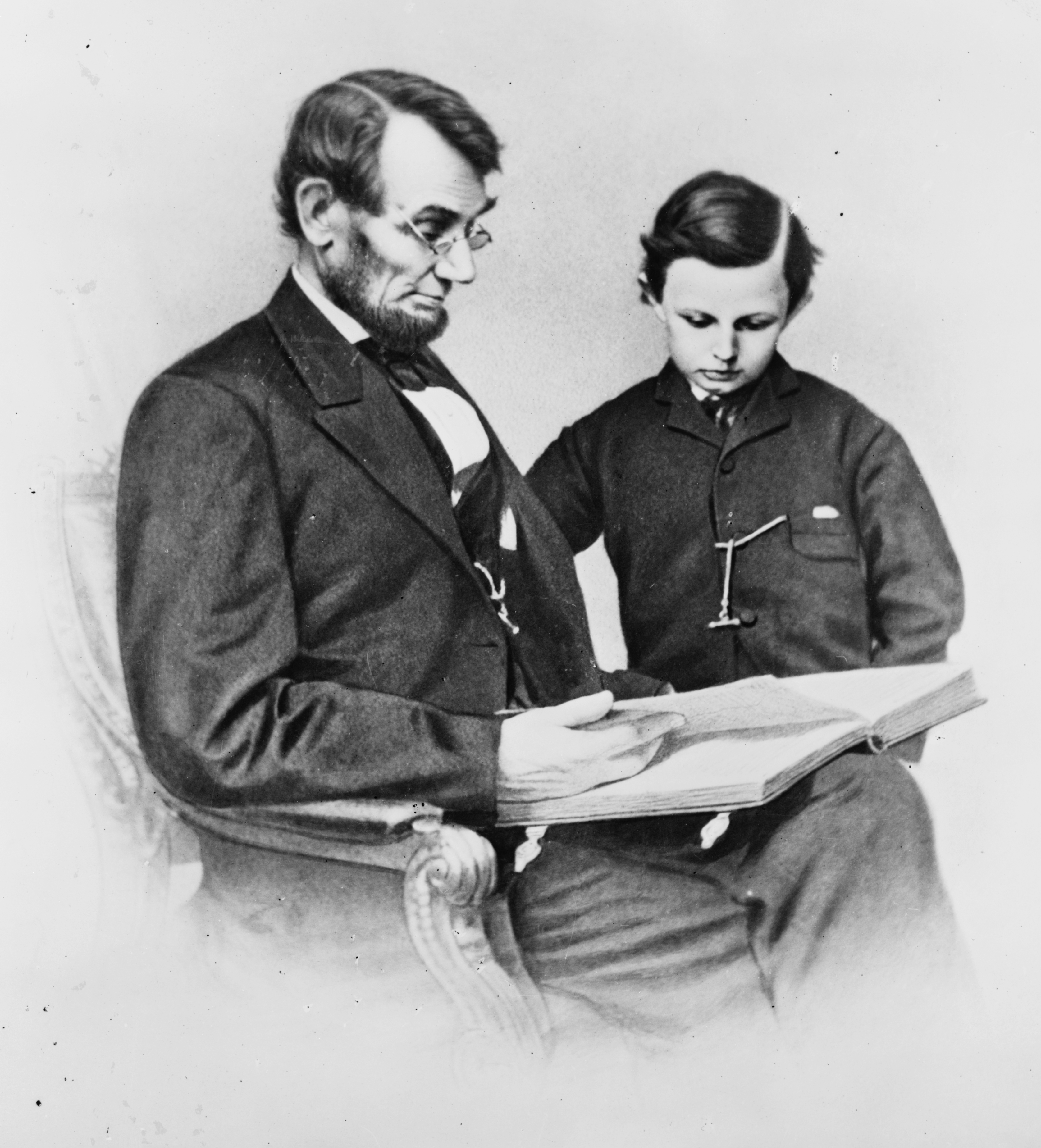
Tad Lincoln con il padre Abraham, intenti a guardare un album di fotografie.

Dopo l'elezione del padre a Presidente, sia Tad che Willie si trasferirono alla Casa Bianca, che divenne la loro nuova casa nonché il nuovo teatro dei loro scherzi. Come richiesto dalla signora Lincoln, Julia Taft, un'amica di famiglia, portò alla Casa Bianca i suoi due giovani fratelli, il quattordicenne "Bud" (Horatio Nelson Taft Jr., 1847-1915) e il dodicenne "Holly" (Halsey Cook Taft, 1849-1897), perché stringessero amicizia con i due giovani Lincoln, ancora senza amici nella capitale.
Nel febbraio 1862, i due fratelli Lincoln contrassero la febbre tifoide. La malattia portò Willie alla morte il giorno 20 dello stesso mese mentre Tad riuscì a salvarsi. I resoconti di allora testimoniano come, dopo la morte di Willie, i coniugi Lincoln diventarono ancora più tolleranti verso i cattivi comportamenti di Tad.
Durante gli anni di vita di suo padre, Tad fu impulsivo ed irrequieto e non frequentò nessuna scuola. John Hay scrisse che i numerosi tutori che il ragazzo ebbe alla Casa Bianca spesso lasciarono l'incarico in preda alla frustrazione e sono diversi gli aneddoti riguardanti l'abitudine di interrompere riunioni presidenziali o di importunare gli ospiti da parte del ragazzo.
Il 14 aprile 1865, Tad si recò al Teatro Grover per assistere alla rappresentazione dello spettacolo Aladdin and the Wonderful Lamp mentre i suoi genitori assistevano alla commedia Our American Cousin al Teatro Ford. Quella notte, suo padre fu colpito a morte da John Wilkes Booth. Quando la notizia dell'assassinio arrivò al Teatro Grove, il direttore ne diede l'annuncio all'intero pubblico e Tad iniziò a correre urlando "They killed Papa! They killed Papa!". Egli fu quindi scortato fino alla Casa Bianca mentre sua madre pregava che fosse portato al capezzale del padre, a Petersen House. Più tardi quella notte, il ragazzo, inconsolabile, fu messo a letto da un inserviente della Casa Bianca. Il Presidente Lincoln morì la mattina seguente, sabato 15 aprile, alle 7:22. Riguardo alla morte del padre, Tad disse:
(Doug Wead, All The Presidents' Children, 2003, pp. 93—94.)

### Gli anni seguenti
Dopo la morte di Abraham Lincoln, Mary, Robert e Tad Lincoln si trasferirono a Chicago. Poco dopo Robert si trasferì in un'altra casa e Tad iniziò a frequentare la scuola. Nel 1868, tutti e tre lasciarono Chicago trasferendosi in Europa, dove vissero per quasi tre anni, dapprima in Germania e da ultimo in Inghilterra.
A scuola, Tad ebbe diversi problemi a causa dei disturbi del linguaggio causatigli per la maggior parte dalla cheiloschisi. Alcuni suoi compagni alla scuola di Elizabeth Street, a Chicago, arrivarono anche a soprannominarlo "Stuttering Tad" ("Tad il balbuziente") a causa di questi suoi impedimenti, che egli riuscì comunque a eliminare con l'avanzare dell'adolescenza.

### Morte
Il 15 luglio 1871, di sabato mattina, Thomas Lincoln morì a soli 18 anni presso l'hotel Clifton House di Chicago. Tra le varie cause della morte riferite vi sono la tubercolosi, un versamento pleurico, una polmonite, e una insufficienza cardiaca.
La camera ardente di Tad fu allestita presso la casa di suo fratello Robert, a Chicago, mentre il suo corpo fu trasportato a Springfield e tumulato nella tomba dei Lincoln, nel cimitero di Oak Ridge, a fianco a quello di suo padre e di due dei suoi fratelli. Nel viaggio in treno, Robert accompagnò la bara, ma non Mary, ancora troppo distrutta dalla morte del figlio.